# Hausen (Forchheim)
 For alternative betydninger, se Hausen. (Se også artikler, som begynder med Hausen)
Hausen er en kommune i Landkreis Forchheim i Regierungsbezirk Oberfranken i den tyske delstat Bayern. I 2007 fejrede byen sit 1.000-års jubilæun under navnet 1000 Jahre Hausen.

## Geografi
Kommunen ligger mellem Erlangen og Bamberg i nærheden af byen Forchheim.
Nabokommuner er (med uret fra nord):

Forchheim, Baiersdorf, Heroldsbach

### Inddeling
Der er byerne Hausen og Wimmelbach.